# Wojskowy Instytut Historyczny
Wojskowy Instytut Historyczny (WIH, w latach 1978–1990 pod nazwą Wojskowy Instytut Historyczny im. Wandy Wasilewskiej) – instytut naukowo-badawczy Wojska Polskiego wyspecjalizowany w zakresie historii wojskowej.

## Geneza
W dniu 17 kwietnia 1947 roku Minister Obrony Narodowej wydał rozkaz organizacyjny Nr 0128, w którym nakazał szefowi Sztabu Generalnego Wojska Polskiego rozformować Oddział VI Historyczny SG WP, natomiast szefowi Głównego Zarządu Polityczno-Wychowawczego Wojska Polskiego rozformować Biuro Historyczne przy GZPW WP, a w ich miejsce sformować Biuro Historyczne i podporządkować je szefowi GZPW WP.
Na podstawie rozkazu Nr 066/Org. Ministra Obrony Narodowej z dnia 7 lipca 1950 roku Biuro Historyczne przy Głównym Zarządzie Polityczno-Wychowawczym Wojska Polskiego zostało rozformowane, a w jego miejsce sformowany Oddział XI Studiów i Doświadczeń Wojennych Sztabu Generalnego Wojska Polskiego.
Na podstawie rozkazu Nr 0088/Org. Ministra Obrony Narodowej z dnia 15 listopada 1951 roku Oddział XI SG WP został przeformowany w Zarząd XI Studiów i Doświadczeń Wojennych SG WP. Na podstawie rozkazu Nr 08/Org. Ministra Obrony Narodowej z dnia 1 lutego 1954 roku dotychczasowy Zarząd XI został przeformowany w Zarząd XI Wojskowo-Historyczny SG WP.

## Wojskowy Instytut Historyczny 1957–1990
Na podstawie zarządzenia Nr 95/MON Ministra Obrony Narodowej z dnia 9 sierpnia 1957 roku Zarząd XI Wojskowo-Historyczny SG WP został przeformowany w samodzielne Biuro Historyczne Wojska Polskiego.
Na podstawie zarządzenia Nr 014/Org. szefa Sztabu Generalnego Wojska Polskiego z dnia 24 lutego 1959 Biuro Historyczne zostało przeformowane w Wojskowy Instytut Historyczny o stanie 47 wojskowych i 40 pracowników cywilnych. Etat przewidywał sześć zakładów badawczych i dwa działy pomocnicze. 27 kwietnia 1959 zostali wyznaczeni na stanowiska służbowe niżej wymienieni oficerowie:
- płk Jan Zamojski – szefa Wojskowego Instytutu Historycznego,
- płk Tadeusz Rawski – zastępcy szefa Wojskowego Instytutu Historycznego,
- płk Zdzisław Stąpor – zastępcy szefa Wojskowego Instytutu Historycznego,
- płk Stanisław Komornicki – kierownika Zakładu I Historii Ludowego Wojska Polskiego,
- płk Józef Garas – kierownika Zakładu II Historii Walki pod Okupacją,
- płk dypl. Władysław Dec – kierownika Zakładu III Historii Polskich Sił Zbrojnych na Zachodzie,
- płk Kazimierz Rosen-Zawadzki – kierownika Zakładu IV Historii Wojska II Rzeczypospolitej,
- Leon Herzog – kierownika Zakładu V Studiów nad Okupantem,
- mjr Janusz Sikorski – kierownika Zakładu VI Historii Dawnego Wojska Polskiego[5].

Instytut stał się wyspecjalizowaną placówką naukowo-badawczą prowadzącą badania nad dziejami oręża polskiego od czasów najdawniejszych do współczesności. Badania te obejmowały całokształt zagadnień związanych z obronnością państwa w okresie pokoju, jak i polski wysiłek zbrojny w konfliktach wojennych. Były one prowadzone z wykorzystaniem zasad historiografii marksistowskiej. WIH był jedyną placówką naukową prowadzącą kompleksowe badania nad dawną i najnowszą polską historią wojskową. Działalność WIH była krytykowana za „monopolizację historii wojskowości”.
Wojskowy Instytut Historyczny upowszechniał wyniki badań w dwóch wydawanych przez siebie periodykach: Wojskowym Przeglądzie Historycznym i Studiach i Materiałach do Historii Wojskowości. Instytut rozwijał współpracę z wojskowymi i cywilnymi uczelniami i instytucjami naukowymi. Współpracował także z zagranicznymi ośrodkami naukowymi, realizując wspólne tematy badawcze, organizując konferencje i sympozja naukowe lub biorąc w nich udział. Od 1965 roku historycy WIH zaczęli uczestniczyć w pracach Międzynarodowej Komisji Historii Wojskowej.
30 sierpnia 1972 Instytut otrzymał prawo nadawania stopni naukowych doktora nauk humanistycznych.
Na podstawie zarządzenia Nr 09/Org. szefa Sztabu Generalnego WP z dnia 21 stycznia 1975 stanowisko komendanta WIH zostało połączone ze stanowiskiem przewodniczącego Komisji Koordynacyjnej Nauk Wojskowo-Historycznych.
6 maja 1978 minister obrony narodowej, generał armii Wojciech Jaruzelski nadał Wojskowemu Instytutowi Historycznemu imię Wandy Wasilewskiej. Ceremonia nadania imienia patronki odbyła się 13 maja 1978 w siedzibie Instytutu. W uroczystości wzięli udział między innymi minister obrony narodowej, generał armii Wojciech Jaruzelski i sekretarz Komitetu Centralnego Polskiej Zjednoczonej Partii Robotniczej, Andrzej Werblan oraz siostra Wandy Wasilewskiej, Zofia Aldona Woźnicka. W trakcie uroczystości została odsłonięta tablica pamiątkowa z napisem „Wojskowy Instytut Historyczny imienia Wandy Wasilewskiej, wybitnej Polki, pisarki, rewolucjonistki – współorganizatorki 1 Dywizji Piechoty imienia Tadeusza Kościuszki. W 35 rocznicę ludowego Wojska Polskiego. 14 maja 1978 roku.
W 1984 instytut otrzymał Nagrodę specjalną im. Ludwika Waryńskiego (wspólnie z Wydawnictwem MON) za książkę "Marszałek Polski Michał Żymierski" (Wydawnictwo MON).

## Lata 1990–2001
W latach 90. grupa historyków WIH wraz z przedstawicielami Centralnego Archiwum Wojskowego utworzyła tzw. Wojskową Komisję Archiwalną, która przeprowadziła poszukiwania w archiwach rosyjskich, litewskich i białoruskich. Wynikiem tej szeroko zakrojonej działalności było sprowadzenie do Polski kopii dokumentów zagrabionych przez Armię Czerwoną i NKWD z Archiwum Wojskowego oraz dokumentacji dotyczącej losów polskich oficerów i ich rodzin, aresztowanych lub internowanych przez władze radzieckie. Działalność WKA miała olbrzymie znaczenie dla dokumentowania zbrodni stalinowskich popełnionych na polskich obywatelach, w tym także zbrodni katyńskiej. Dokumentacja przywieziona przez członków komisji do dziś jest wykorzystywana przez wszystkie instytucje w Polsce zajmujące się losami polskich obywateli na wschodzie i ściganiem zbrodni komunistycznych, między innymi przez Instytut Pamięci Narodowej, Fundacja Ośrodka KARTA i Radę Ochrony Pamięci Walk i Męczeństwa.
Wojskowy Instytut Historyczny 4 lutego 1997 na mocy zarządzenia Ministra Obrony Narodowej przestał być samodzielną placówką naukową i został włączony na prawach wydziału w strukturę Akademii Obrony Narodowej. Wiązało się to również z likwidacją Wojskowego Przeglądu Historycznego i Studiów i Materiałów do Historii Wojskowości. Restrukturyzacja Instytutu zapoczątkowała jednak nową formę działalności WIH AON – prowadzenie zaocznych studiów wyższych (licencjackich i magisterskich) oraz studiów podyplomowych w zakresie historii. W latach 1997–2001 ukończyło je kilkaset osób, głównie z resortu obrony i spraw wewnętrznych.
Nieformalne wpływy w WIH zachował gen. Wojciech Jaruzelski, co pozwoliło mu blokować niekorzystne dla siebie publikacje oraz kontrolować wolność badań naukowych.
W wyniku kolejnych przemian strukturalnych zachodzących w siłach zbrojnych RP, Wojskowy Instytut Historyczny AON został 31 grudnia 2001 rozwiązany na mocy decyzji Ministra Obrony Narodowej. W miejsce WIH 1 stycznia 2002 powstało Wojskowe Biuro Badań Historycznych.

## Szefowie, komendanci i dyrektorzy instytutu
- płk Jan Zamojski (27 IV 1959 – I 1964)
- gen. bryg. dr Bronisław Bednarz (14 I 1964 – 1968)
- płk prof. dr Tadeusz Jędruszczak (VI 1968 – III 1973)[11]
- płk prof. dr Emil Jadziak (III 1973 – V 1978)
- gen. bryg. Rudolf Dzipanow (V 1978 – XI 1981)
- płk prof. dr hab. Kazimierz Sobczak (30 XI 1981 – 1990)
- gen. broni dr Tadeusz Szaciło (11 I – 5 VII 1990)
- prof. dr hab. Andrzej Zahorski (1990 – 1992)[12]
- prof. dr hab. Andrzej Ajnenkiel (1993 – 31 X 2002)[13]

## Zastępcy szefa – komendanta WIH
- płk dypl. Tadeusz Rawski
- płk Zdzisław Stąpor
- płk dr Rudolf Dzipanow (1963–1964)
- płk dr Kazimierz Krzos
- płk doc. dr Wacław Jurgielewicz (1975–1979)
- płk dr Norbert Michta (1970–1972)
- płk prof. dr Eugeniusz Kozłowski (25 V 1973 – 13 XII 1990)
- płk prof. dr hab. Witold Biegański (od 1979)
- płk prof. Tadeusz Panecki

## Oficerowie
- kmdr dr hab. Józef Dyskant
- płk dr Mieczysław Juchniewicz
- płk dr Tadeusz Konecki
- płk dr Wacław Ryżewski
- ppłk dr Władysław Kozaczuk

## Inni pracownicy naukowi
- prof. dr hab. Jan Wimmer